# A Greek-English Lexicon
A Greek–English Lexicon ("Un diccionari grec-anglès") és una obra lexicogràfica estàndard del grec antic.

## El diccionari de Liddell i Scott
El diccionari va encetar-se al segle xix i ara és a la novena edició (revisada). Basat en el Handwörterbuch der griechischen Sprache del lexicògraf alemany Franz Passow (publicat el 1819, quarta edició el 1831), que al seu torn estava basat en el Kritisches griechisch-deutsches Handwörterbuch de Johann Gottlob Schneider, ha servit com a base de totes les obres lexicogràfiques posteriors sobre el grec antic, com ara el projecte de diccionari grec-castellà Diccionario Griego-Español (DGE), que actualment està en procés d'elaboració.
El van redactar Henry George Liddell, Robert Scott, Henry Stuart Jones i Roderick Mckenzie, i el va publicar l'Oxford University Press. Actualment se'l coneix com a Liddell & Scott, Liddell–Scott–Jones, o LSJ, i les seves tres mides s'anomenen de vegades "The Little Liddell" ("El Liddell petit"), "The Middle Liddell" ("El Liddell mitjà") i "The Big Liddell" ("El Liddell gros") o "The Great Scott" (una referència a un dels autors fent un joc de paraules amb l'exclamació anglesa "Great Scott!").
Segons el prefaci de Stuart Jones a la novena edició (1925), va ser David Alphonso Talboys, un editor d'Oxford, qui va proposar la creació del diccionari. Però com que Talboys va morir abans que la primera edició estigués completa (1843), el diccionari el va publicar Clarendon Press a Oxford. De la segona edició a la sisena van aparèixer el 1845, 1849, 1855, 1861 i 1869.
El primer editor del LSJ, Henry George Liddell, era degà del Christ Church College, Oxford, i el pare d'Alice Liddell, l'Alícia que dona nom als escrits de Lewis Carroll. La vuitena edició (1897) és la darrera edició publicada en vida de Liddell.
De vegades es compara aquest diccionari amb A Latin Dictionary de Lewis i Short, també publicat per Oxford University Press.  També se'l compara amb el Bauer's Lexicon, que és una obra similar centrada en el grec del Nou Testament.
Els hel·lenistes utilitzen tant aquests llibres que s'ha escrit un breu poema mnemotècnic per descriure aquesta obra tan influent:
Liddell and Scott, Liddell and Scott:

Some of it's riddle, and some of it's rot.

That which is riddle was written by Liddell,

That which is rot was written by Scott.
Traducció: "Liddell i Scott, Liddell i Scott: Una part és endevinalla, i l'altra bajanada. La que és endevinalla la va escriure Liddell, i la que és bajanada Scott."

## Edicions abreujades
Oxford va publicar dues edicions abreujades del LSJ, que encara estan disponibles.
El 1843, l'any que es va publicar el diccionari complet, es va publicar A Lexicon: Abridged from Liddell and Scott's Greek–English Lexicon ("Un diccionari: abreujat del diccionari grec-anglès de Liddell i Scott"), anomenat "the Little Liddell" ("el Liddell petit"). Després van venir diverses edicions revisades. Per exemple, Simon Wallenberg Press publica una reimpressió, re-composta el 2007, de l'edició del 1909 (ISBN 1-84356-026-7).
El 1889 es va preparar una edició intermèdia del diccionari, An Intermediate Greek–English Lexicon ("Un diccionari grec-anglès intermedi"), basada en la setena edició (1882) del LSJ. Comparat amb l'edició més abreujada, aquest "Middle Liddell" ("Liddell mitjà") conté més entrades que cobreixen el vocabulari essencial de la literatura grega antiga que es llegeix més, inclou citacions dels autors per il·lustrar la història de l'ús de les paraules gregues (però sense identificar els passatges) i proporciona més ajuda amb les formes irregulars.

## El suplement
Després de la publicació de la novena edició el 1940, poc després de la mort tant de Stuart Jones com de McKenzie, l'editorial va elaborar una llista de addenda et corrigenda (afegits i correccions), que es va incorporar a les impressions posteriors. Tanmateix, el 1968, un suplement del diccionari la va substituir. Ni la llista ni el suplement s'han fusionat mai amb el text principal, que segueix com el van compondre originalment Liddell, Scott, Jones i McKenzie. Al principi, el suplement el va editar M. L. West, i des del 1981 va continuar la feina P. G. W. Glare, editor del Oxford Latin Dictionary (diferent del A Latin Dictionary de Lewis i Short), des del 1988 amb Anne A. Thompson. Com deixa clar la portada del diccionari (i confirmen els prefacis del text principal i del suplement), aquesta feina editorial s'ha realitzat "amb la cooperació de molts estudiosos".
El suplement bàsicament té la forma d'una llista d'afegits i correccions del text principal, ordenada per entrada. Les entrades suplementàries estan marcades amb signes per mostrar la natura dels canvis que indiquen. Així, un usuari del diccionari pot consultar el suplement després de consultar el text principal per veure si les investigacions posteriors a Jones i McKenzie han proporcionat informacions noves sobre una paraula en particular. La revisió més recent del suplement, publicada el 1996, conté 320 pàgines de correccions al text principal, així com altres materials.
A continuació hi ha una entrada típica del suplement revisat:
x  ἐκβουτῠπόομαι to be changed into a cow, S.fr. 269a.37 R.
La "x" petita indica que aquesta paraula no apareixia al text principal; "S.fr." fa referència al recull d'obres fragmentàries de Sòfocles.
Com a font nova de material lexicogràfic del suplement revisat cal destacar les inscripcions micèniques. El prefaci del suplement revisat del 1996 diu:
Quan es va publicar el primer suplement, va semblar que el desxiframent de les tauletes en lineal B fet per Ventris encara era poc segur per justificar la inclusió d'aquests textos en un diccionari estàndard. Ara la interpretació de Ventris és àmpliament acceptada i les tauletes ja no es poden ignorar en un diccionari grec que sigui exhaustiu [...].

## Edicions electròniques
La novena edició del LSJ ha estat disponible lliurement en forma electrònica des que el 2007 el Perseus Project la va digitalitzar. Diogenes, un programa lliure, incorpora aquest material i permet consultar fàcilment el diccionari fora de línia amb Mac OS X, Windows i GNU/Linux. Marcion és una altra aplicació lliure que inclou el diccionari digitalitzat pel Perseus Project.
Per telèfons mòbils, tant el Kindle E-Ink com l'iPhone/iPod Touch inclouen dades del Perseus Project. Actualment, el Google Play també ofereix el LSJ intermedi com a aplicació que es pot fer servir fora de línia gratuïtament o a un preu baix. Hi ha una versió en CD-ROM publicada i venuda per Logos Bible Software que també incorpora els afegits del suplement a la novena edició del diccionari. El 2011, el Thesaurus Linguae Graecae (TLG) va publicar una nova versió en línia del LSJ que corregeix "un gran nombre d'errors tipogràfics" i que inclou enllaços a l'extens corpus textual del TLG.
També hi ha una versió per Kindle que permet cercar la majoria de formes flexionades del grec clàssic i traduir paraules en cada vegada més textos en grec antic.

## Traduccions
Anestis Konstantinidis (grec: Ανέστης Κωνσταντινίδης) va traduir el diccionari al grec modern i el va publicar el 1904 amb el títol H. Liddell – R. Scott – Α. Κωνσταντινίδου – Μέγα Λεξικόν τῆς Ἑλληνικῆς Γλώσσης.